# Pedro Casaldáliga
Pedro Casaldáliga CMF, nascido Pere Casaldàliga i Pla (Balsareny, província de Barcelona, 16 de fevereiro de 1928 — Batatais, 8 de agosto de 2020) foi um bispo católico espanhol naturalizado brasileiro. Foi o primeiro bispo da Prelazia de São Félix, sendo conhecido internacionalmente por defender os direitos humanos, especialmente dos povos indígenas e marginalizados, e também por suas posições políticas e religiosas a favor dos mais pobres.

## Biografia
Dom Pedro Casaldáliga nasceu em uma família de agricultores em Balsareny, na província de Barcelona, na Espanha, em 16 de fevereiro de 1928. Ingressou na Congregação Claretiana (Congregação dos Missionários Filhos do Imaculado Coração de Maria) em 1943, sendo ordenado sacerdote em Montjuïc, Barcelona, no dia 31 de maio de 1952. Depois de ordenado, foi professor de um colégio claretiano em Barbastro, assessor dos Cursilhos de Cristandade e diretor da Revista Iris.
Em 1968, mudou-se para o Brasil para fundar uma missão claretiana no Estado do Mato Grosso, uma região com um alto grau de analfabetismo, marginalização social e concentração fundiária (latifúndios), onde eram comuns os assassinatos. Já no primeiro dia no local, encontrou quatro bebês mortos deixados em caixas de sapato diante de sua casa para serem enterrados. Muitas vezes, sem vinho e hóstia, precisava improvisar as missas com cachaça e bolacha.
Foi nomeado administrador apostólico da prelazia de São Félix do Araguaia (Mato Grosso) no dia 27 de abril de 1970. Nesse mesmo ano, publicou a primeira das denúncias que o tornariam conhecido no país e fora dele, chamada "Escravidão e Feudalismo no norte de Mato Grosso", denunciando a situação da região e enviado para as autoridades da Igreja e do governo. Já então passou a ser acusado de agente comunista.
O Papa Paulo VI o nomeou bispo prelado de São Félix do Araguaia, no dia 27 de agosto de 1971. Sua ordenação episcopal deu-se a 23 de outubro de 1971, pelas mãos de Dom Fernando Gomes dos Santos, Arcebispo de Goiânia; de Dom Tomás Balduíno, OP; e Dom Juvenal Roriz, CSSR.
Sua atividade como bispo teve as seguintes características:
1. Evangelização sem colonialismos, vinculada à promoção humana e à defesa dos direitos humanos dos mais pobres;
2. Criação de comunidades eclesiais de base com líderes que sejam fermento entre os pobres;
3. Encarnação na vida, nas lutas e esperanças do povo;
4. Estrutura participativa, corresponsável e democrática na diocese.[5]

Outra característica marcante de sua atuação como bispo foi o fato de preferir não utilizar os tradicionais trajes eclesiásticos, em vez da mitra, um chapéu de palha, no lugar do báculo um cajado indígena, em vez de um anel de ouro, utilizava um anel de tucum - que acabou se tornando símbolo da Teologia da Libertação.
Na década de 1970, ajudou a fundar o Conselho Indigenista Missionário (Cimi) e a Comissão Pastoral da Terra (CPT).
Adepto da teologia da libertação, adotou como lema para sua atividade pastoral: Nada possuir, nada carregar, nada pedir, nada calar e, sobretudo, nada matar. É poeta, autor de várias obras sobre antropologia, sociologia e ecologia.

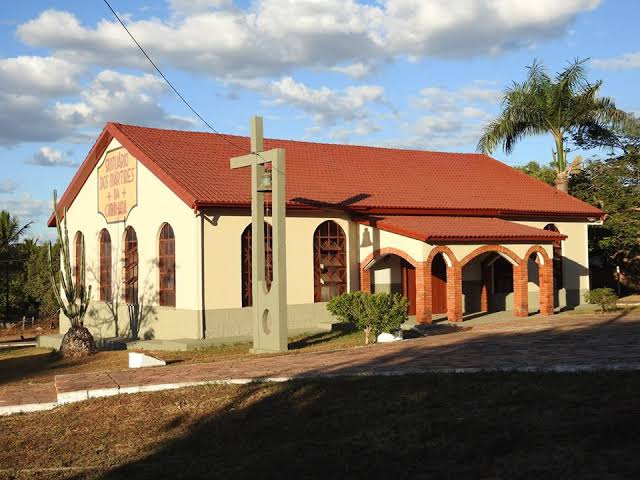
Santuário dos Mártires da Caminhada, construído dez anos após o assassinato do Padre João Bosco, é a única igreja do mundo dedicada aos "Mártires".

Em 1973, foi detido para interrogatório, juntamente com uma dezena de padres, na Catedral da Prelazia de São Félix do Araguaia. Na ocasião, chegou a receber um soco no estômago desferido por um dos soldados.
Dom Pedro foi alvo de inúmeras ameaças de morte. A mais grave, em 12 de outubro de 1976, ocorreu em Ribeirão Cascalheira (Mato Grosso). Ao ser informado que duas mulheres estavam sendo torturadas na delegacia local, dirigiu-se até lá acompanhado do padre jesuíta João Bosco Penido Burnier. Após forte discussão com os policiais, o padre Burnier ameaçou denunciá-los às autoridades, sendo então agredido e, em seguida, alvejado com um tiro na nuca. Após a missa de sétimo dia, a população seguiu em procissão até a porta da delegacia, libertando os presos e destruindo o prédio. Naquele lugar foi erigido dez anos depois, o Santuário dos Mártires da Caminhada.
Por cinco vezes foi alvo de processos de expulsão do Brasil durante a ditadura militar, tendo saído em sua defesa o arcebispo de São Paulo, Dom Paulo Evaristo Arns e o Papa Paulo VI. Manteve relação estremecida também com o Papa João Paulo II, ferrenho crítico do comunismo, sendo defendido dessa vez pela CNBB.
Em 1994, apoiou a revolta de Chiapas, no México, afirmando que quando o povo pega em armas deve ser respeitado e compreendido. Em 1999, publicou a "Declaração de Amor à Revolução Total de Cuba".
Seu amor à liberdade inspirou sua luta contra a centralização do governo da Igreja, pois considerava que a visão de Roma é apenas uma entre as várias possíveis, e que a Igreja deveria ser uma comunhão de igrejas. Achava que se deve falar da Igreja que está em São Félix do Araguaia, assim como se fala da Igreja que está em Roma, pois unidade não tem que ser sinônimo de centralização e sim de descentralização.
Dom Pedro, que sofria da doença de Parkinson, apresentou sua renúncia à Prelazia, conforme o Can. 401 §1 do Código de Direito Canônico, em 2005. No dia 2 de fevereiro de 2005 o Papa João Paulo II aceitou sua renúncia ao governo pastoral de São Félix. Mesmo depois da renúncia, não perdeu a combatividade e a franqueza, afirmando, por exemplo que o governo Lula gosta mais dos ricos do que dos pobres, apoiando o MST e a Via Campesina, criticando a hierarquia da igreja que deveria se abrir ao diálogo em lugar de excomungar e proibir, defendendo a ordenação de mulheres e afirmando ser contra o celibato sacerdotal.
Morreu no dia 8 de agosto de 2020 em Batatais, aos 92 anos, devido a problemas respiratórios agravados pela doença de Parkinson. Seu corpo foi sepultado em 12 de agosto em São Félix do Araguaia, no Cemitério Karajá, as margens do Rio Araguaia, onde peões e índios que resistiam à grilagem em MT eram enterrados.

## Sucessão
Dom Pedro Casaldáliga, o primeiro prelado de São Félix, foi sucedido por Dom Frei Leonardo Ulrich Steiner OFM.
Sobre as tensões havidas com o Vaticano para a nomeação do seu sucessor, Dom Pedro fez questão de não deixar dúvidas a respeito: "Há algumas semanas, o núncio Lorenzo Baldisseri enviou um bispo para me perguntar onde eu iria, porque se eu ficasse em São Félix, causaria um constrangimento ao novo bispo (...) Não posso deixar de dizer que sou contra o sistema atual de nomeação de bispos que é secreto e autoritário, que não respeita a opinião das igrejas locais. Parece-me um sistema pouco evangélico".
Em setembro de 2011, Dom Leonardo Ulrich Steiner foi transferido para a Arquidiocese de Brasília como bispo auxiliar. Para a Prelazia de São Félix, foi nomeado Dom Adriano Ciocca Vasino.

## Ameaças de morte
No início de dezembro de 2012, Dom Pedro Casaldáliga deixou sua residência em São Félix do Araguaia e foi levado por policiais federais para um local não revelado em razão da intensificação das ameaças de morte feitas a ele por invasores da Terra Indígena de Marãiwatsédé (norte de Mato Grosso), área ocupada pelos Xavantes até os anos 1960.
Na década de 1960, os Xavantes foram expulsos de suas terras para que elas fossem ocupadas por grandes projetos agropecuários. A área foi depois comprada pela italiana Agip, que, posteriormente, durante a Eco-92, anunciou que a devolveria aos índios. No entanto, latifundiários, políticos e comerciantes da região ocuparam a área e instalaram ali um povoado e seus negócios. Depois de vinte anos a desocupação foi iniciada, e também a intensificação das ameaças.

## Legado
Sua morte recebeu ampla cobertura da imprensa, que em geral salientou sua vida simples e despojada, sua opção pelos pobres, sua dedicação à defesa dos direitos humanos e sua coragem diante de diversas ameaças e dificuldades, e notas de pesar nos mesmos termos foram divulgadas pela Conferência Nacional dos Bispos do Brasil, o Conselho Indigenista Missionário, o Movimento dos Trabalhadores Rurais Sem Terra, o Instituto Socioambiental, a Associação dos Docentes da Universidade Federal de Mato Grosso, a Confederação Nacional dos Trabalhadores em Educação, os ex-presidentes do Brasil Lula e Dilma, os políticos Ciro Gomes, Eduardo Suplicy, Marcelo Freixo, Randolfe Rodrigues, Paulo Paim, o reitor da Unicamp Marcelo Knobel, e outras personalidades e entidades.
Segundo o arcebispo de Ribeirão Preto, dom Moacir Silva, "dom Pedro é um ícone no Brasil pela sua dedicação plena e total ao povo de Deus, de modo especial, aos mais pobres e necessitados". Segundo Fabiano Maisonnave, escrevendo para a Folha de S.Paulo, ele foi "um dos líderes mais influentes da Igreja Católica no Brasil e na América Latina nas últimas décadas, uma voz incansável contra o latifúndio e em favor da reforma agrária". Leonardo Sakamoto, em matéria para o UOL, afirmou que foi "um dos maiores defensores dos direitos humanos do país. [...] Ele não era apenas um defensor da vida, mas a representação viva da resistência ao autoritarismo". Fábio Pereira Feitosa, historiador, o chamou de profeta e disse que "em virtude de sua intensa atividade pastoral em prol dos mais pobres e marginalizados, Dom Pedro Casaldáliga tornou-se um símbolo para os movimentos sociais, mesmo quando isso representava constantes riscos de morte". Para o teólogo Leonardo Boff, "o clamor de sua profecia, a total entrega de Pastor aos mais oprimidos, a poesia que nutre nossa beleza e sua mística de olhos abertos e das mãos operosas, permanecerão como um legado perene às comunidades cristãs, ao nosso país índio e caboclo que ele tanto amou e à humanidade inteira". O Centro de Estudos de História da Igreja na América Latina - Brasil, publicou carta aberta dizendo que nele... 
"[...] repousa amor e simplicidade para ressuscitar em luta, coragem e justiça a favor dos pobres. Dos mais pobres. [...] Soube propor vida em comunidade, evitando os tropos padronizados e hierarquizados das instituições. Com ele, a palavra ganha forma em poemas e vida em liberdade. Lembrava, em palavras e gestos, que devemos ser cristãos de maneira concreta para renovar sempre o cristianismo. Poeta, místico e profeta articulou travessias e fronteiras para consagrar a vida num horizonte em movimento de esperança".

## Distinções
- Cruz de São Jorge do governo da Catalunha (1990).[40]
- Indicado ao Prêmio Nobel da Paz (1990).[40]
- Doutor Honoris Causa pela Universidade Estadual de Campinas (2000).[41]
- Prêmio Internacional Catalunha do governo da Catalunha (2006).[42]
- Ordem do Mérito Cultural do governo do Brasil (2010).[43]
- Comenda de Direitos Humanos Dom Hélder Câmara do Senado do Brasil (2010).[44]
- Doutor Honoris Causa pela Pontifícia Universidade Católica de Goiás (2012).[41]
- Doutor Honoris Causa pela Pontifícia Universidade Católica de São Paulo (2014).[45]
- Doutor Honoris Causa pela Universidade do Estado de Mato Grosso (2017).[46]

### Livros de Pedro Casaldáliga
- "Uma Igreja da Amazonia en conflito com o latifundio e a marginalizaçao social" (1971);
- "Clamor elemental" (Sígueme, Salamanca, 1971);
- "Tierra nuestra, libertad" (Guadalupe, Buenos Aires, 1974);[5]
- "Creio na Justiça e na Esperança". Rio de Janeiro: Civilização Brasileira, 1977 - "¡Yo creo  en la justicia y en la esperanza!" (Desclée de Brouwer, Bilbao, 1977, 3ª ed.);
- "La muerte que da sentido a mi credo" (Desclée de Brouwer, Bilbao, 1977);
- "Pere Libertat" (Claret, Barcelona, 1978);
- "Airada esperança" (Claret, Barcelona, 1978);
- "Misa de la Tierra sin Males" (Desclée de Brouwer, Bilbao, 1980) (em co-autoria com Pedro Tierra e Arturo Paoli);[47]
- "En rebelde fidelidad. Diario (1977-1983)" (Desclée de Brouwer, Bilbao, 1983);
- "Experiencia de Dios y pasión por el pueblo. Escritos pastorales" (Sal Terrae, Santander, 1983);
- "Fuego y ceniza al viento. Antología espiritual" (Sal Terrae, Santander, 1984);
- "Nicarágua, combate y profecía" (DEI, San José, Costa Rica, 1987);
- "El tiempo y la espera" (Sal Terrae, Santander, 1987);
- "El vuelo del Qetzal - Espiritualidad en Centroamérica" (Panamá, 1988);
- "Al acecho del reino. Antología de textos 1968-1988" (Siglo XXI, México, 1988);
- "El cuerno del jubileo" (Nueva Utopía, Madri, 1998);
- "Cartes des del Brasil" (Claret, Barcelona, 1989);
- "Siempre es posible la utopía. Carta. Entrevista con Benjamín Forcano" (Nueva Utopía, Madrid, 1990);
- "Todavía estas palabras" (Verbo Divino, Estella, Navarra, 1990);
- "Cartas a mis amigos" (Nueva Utopía, Madrid, 1992);
- "Sonetos neobíblicos, precisamente". Musa Editora, 1996 - "Sonetos neobíblicos precisamente" (Nueva Utopía, Madrid, 1996);
- Ameríndia, morte e vida (com Pedro Terra). Petrópolis: Paulus, 1997.
- "Nuestra espiritualidad" (Nueva Utopía, Madrid, 2000);
- Espiritualidade da libertação. Petrópolis: Vozes.
- Murais da libertação (com Cerezo Barredo). São Paulo: Loyola, 2005.
- Orações da caminhada (com Pedro Terra). Verus Editora, 2005.
- Versos Adversos (prefácio de Alfredo Bossi e ilustrações de Enio Squeff), São Paulo: Editora Fundação Perseu Abramo, 2006.

### Livros sobre Pedro Casaldáliga
- Teófilo Cabestrero: "São Félix/Brasil. Una Iglesia que lucha contra la injusticia": Misión Abierta 7-8 (1973);
- Teófilo Cabestrero: "Los poemas malditos del obispo Casaldàliga" (Desclée de Brouwer, Bilbao, 1978);
- Benjamín Forcano, Eduardo Lallana, José Maria Concepción e Maximino Cerezo: "Pedro Casaldáliga: As causas que imprimem sentido à sua vida - Retrato de uma realidade" São Paulo: Ave-Maria, 2008.
- Edilson Martins: "Nós, do Araguaia: Dom Pedro Casaldáliga, bispo da teimosia e liberdade." Rio de Janeiro: Edições Graal, 1979.
- Teófilo Cabestrero: "En lucha por la paz: las causas de Pedro Casaldáliga" (Sal Terrae, Santander, 1991);
- Teófilo Cabestrero: "El sueño de Galilea: confesiones eclesiales de Pedro Casaldáliga" (Publicaciones Claretianas, Madrid, 1992);
- Francisco Escribano: "Descalço sobre a Terra Vermelha." Campinas: Editora da Unicamp, 2000. ISBN 85-268-0518-5 - "Descalzo sobre la tierra roja. Vida del obispo Pere Casaldàliga" (Península, Barcelona, 2000);
- Benjamín Forcano et al. - "Pedro Casaldáliga: as causas que imprimem sentido à sua vida – retrato de uma personalidade". São Paulo: Ave Maria, 2008. ISBN 978-85-276-1207-4 - "Pedro Casaldáliga. Las causas que dan sentido a su vida. Retrato de una  personalidad" (Nueva Utopía, Madrid, 2007).[5][48]
- Ana Helena Tavares: "Um bispo contra todas as cercas: a vida e as causas de Pedro Casaldáliga" (Gramma, Rio de Janeiro, 2019)
- Edson Flávio Santos: "As Utopias e Resistências de Pedro Casaldáliga - Escritos Escolhidos" (Carlini & Caniato Editorial, 2021)

### Filmes sobre Pedro Casaldáliga
Descalço sobre a Terra Vermelha. Direção de Oriol Ferrer, roteiro de Marcos Bernstin e Maria Jaén, baseado no livro homônimo de Francesc Escribano, que, em 2015, recebeu o Prêmio Gaudi, atribuído pela Academia de Cinema Catalã, na categoria de melhor filme para televisão. Também foi premiado em festivais realizados em Nova Iorque, Seul, Biarritz e Barcelona.